# Solveig Sundborg
Solveig Augusta Maria Sundborg (født 14. marts 1910 i København, død 22. juli 2002) var en dansk skuespiller.
Sundborg begyndte på Pantomimeteatret i Tivoli, men blev i 1950'erne tilknyttet Aalborg Teater. I begyndelsen af 1960'erne vendte hun tilbage til København som freelancer, hvor hun bl.a. blev tilknyttet Nørrebros Teater, Allé Scenen og Boldhus Teatret.
Hun er begravet på Bispebjerg Kirkegård.

## Filmografi
| År   | Titel                             | Rolle                      | Noter         |
| ---- | --------------------------------- | -------------------------- | ------------- |
| 1932 | Han, hun og Hamlet                |                            |               |
| 1962 | Det støver stadig                 |                            |               |
| 1964 | Mord for åbent tæppe              |                            |               |
| 1966 | Min søsters børn                  |                            |               |
| 1968 | I den grønne skov                 |                            |               |
| 1968 | Olsen Banden                      | skigende dame              |               |
| 1970 | Hurra for de blå husarer          |                            |               |
| 1970 | Og så er der bal bagefter         |                            |               |
| 1972 | Olsen-bandens store kup           | Yvonnes og Kjelds nabokone | talende rolle |
| 1973 | Olsen-banden går amok             | kunde i købmandsbutikken   |               |
| 1974 | Olsen-bandens sidste bedrifter    | fodgænger                  |               |
| 1977 | Olsen-banden deruda'              | buspassager                |               |
| 1977 | Skytten                           |                            |               |
| 1978 | Lille spejl                       |                            |               |
| 1978 | Olsen-banden går i krig           | dame på bænk               |               |
| 1978 | Vil du se min smukke navle?       |                            |               |
| 1979 | Olsen-banden overgiver sig aldrig | vred dame ved telefonboks  | talende rolle |
| 1981 | Belladonna                        |                            |               |
| 1994 | Carlo og Ester                    |                            |               |

### Tv-serier
- Huset på Christianshavn (1970-1977)
- Smuglerne (1970)
- En by i Provinsen (1977-1980)
- Strandvaskeren (1978)
- Matador (1978-1981)
- En stor familie (1982-1983)
- Riget I (1994)
- Renters rente (1996)
- Bryggeren (1996-1997)

## Eksterne links
- Solveig Sundborg på Internet Movie Database (engelsk)
- Solveig Sundborg på Filmdatabasen
- Solveig Sundborg på danskefilm.dk
- Solveig Sundborg på danskfilmogtv.dk
- Solveig Sundborg på Scope
- Solveig Sundborg på Svensk Filmdatabas (svensk)
- Solveig Sundborg på The Movie Database (engelsk)
- Solveig Sundborg på gravsted.dk